# Pista la Valascia

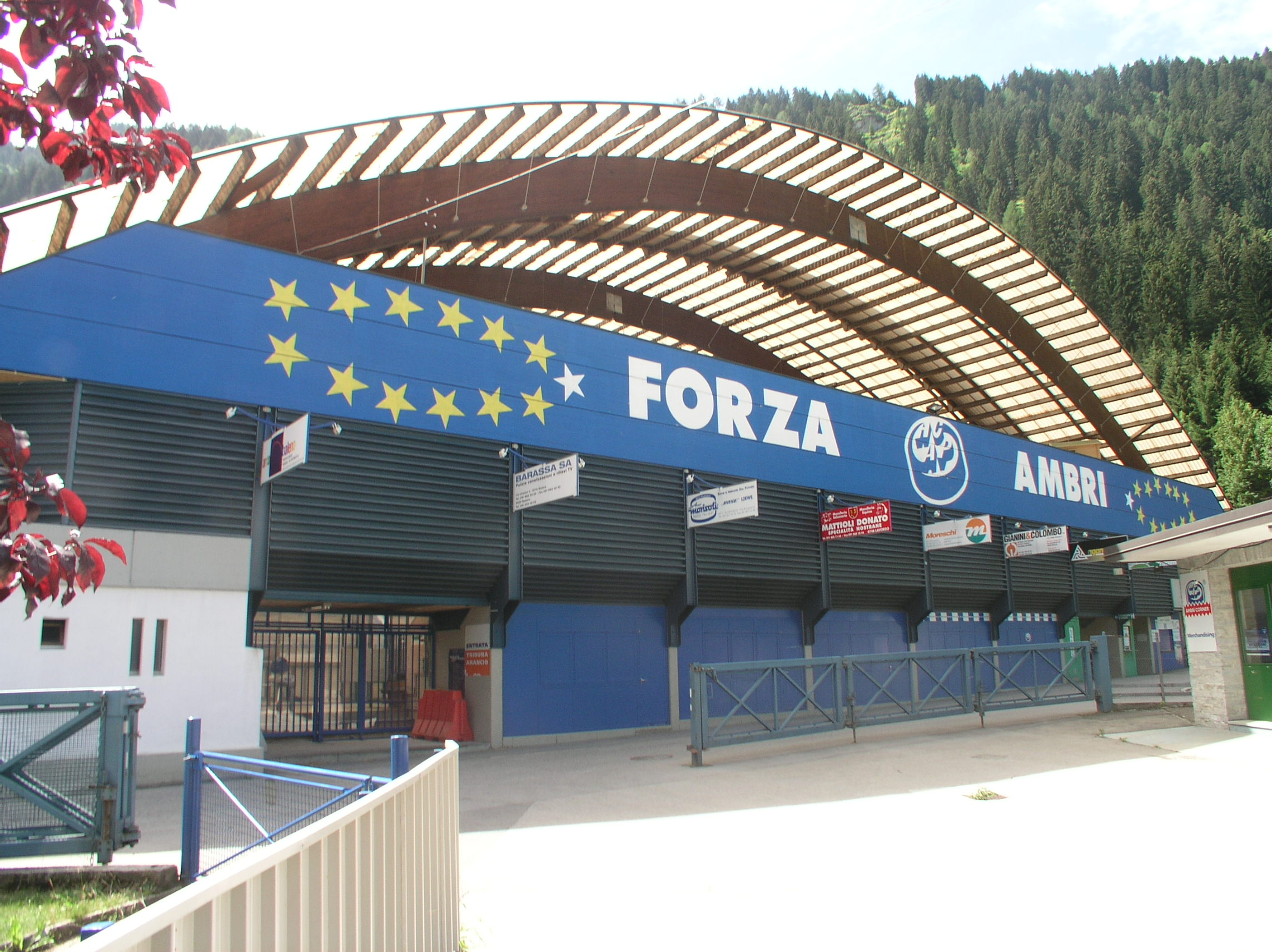
Utsidan av Pista la Valascia.

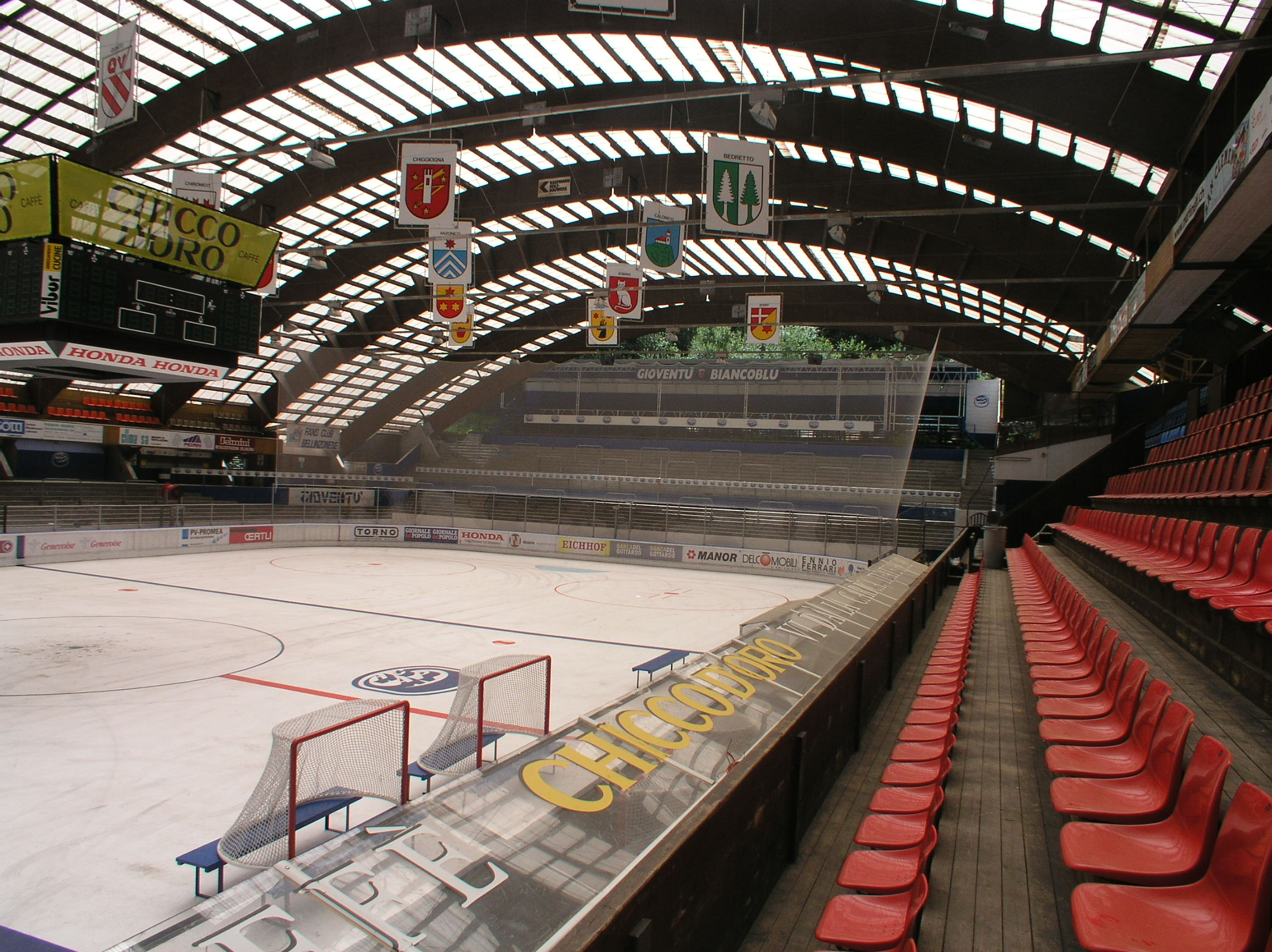
Insidan av Pista la Valascia.

Pista la Valascia var åren 1959–2021 hemmaarena för det schweiziska ishockeylaget HC Ambri-Piotta i kommunen Quinto i den italiensktalande delen av Schweiz. Arenan har en kapacitet på 7000 platser, vilket är flera gånger fler än invånarantalet i kommunen. Av platserna är 5000 är ståplatser och 2000 sittplatser. Arenan byggdes 1959.